# Alfred Healey
Alfred Healey (Alfred Hearn Healey; * 13. Juli 1879 in Horncastle; † 12. September 1960 in Trinity, Jersey) war ein britischer Hürdenläufer und Sprinter.
Bei den Olympischen Zwischenspielen 1906 in Athen gewann er im 110-Meter-Hürdenlauf Silber mit einem Fuß Rückstand auf den US-Amerikaner Robert Leavitt. Über 100 m erreichte er das Halbfinale.
Zwei Jahre später schied er bei den Olympischen Spielen in London über 110 m Hürden im Halbfinale aus.
1909 wurde er britischer Meister über 120 Yards Hürden.